# Свердловина б/н (Кушниця)
Свердловина б/н — гідрологічна пам'ятка природи місцевого значення. Об'єкт розташований на території Іршавського району Закарпатської області, с. Кушниця, урочище «Кваси».
Площа — 0,5 га, статус отриманий у 1984 році.